# Laguna de Servín
Lagos de Servín es una comunidad localizada en el municipio de Amealco de Bonfil en el Estado de Querétaro, México.
Tiene una altitud de 2760 metros sobre el nivel del mar. Limita al norte con Humilpan y al sur con el Estado de Michoacán.
La población de Laguna de Servín es menor a 1000 personas aproximadamente.
Cabe mencionar que no hay laguna o cuerpo de agua alguno en la localidad. 

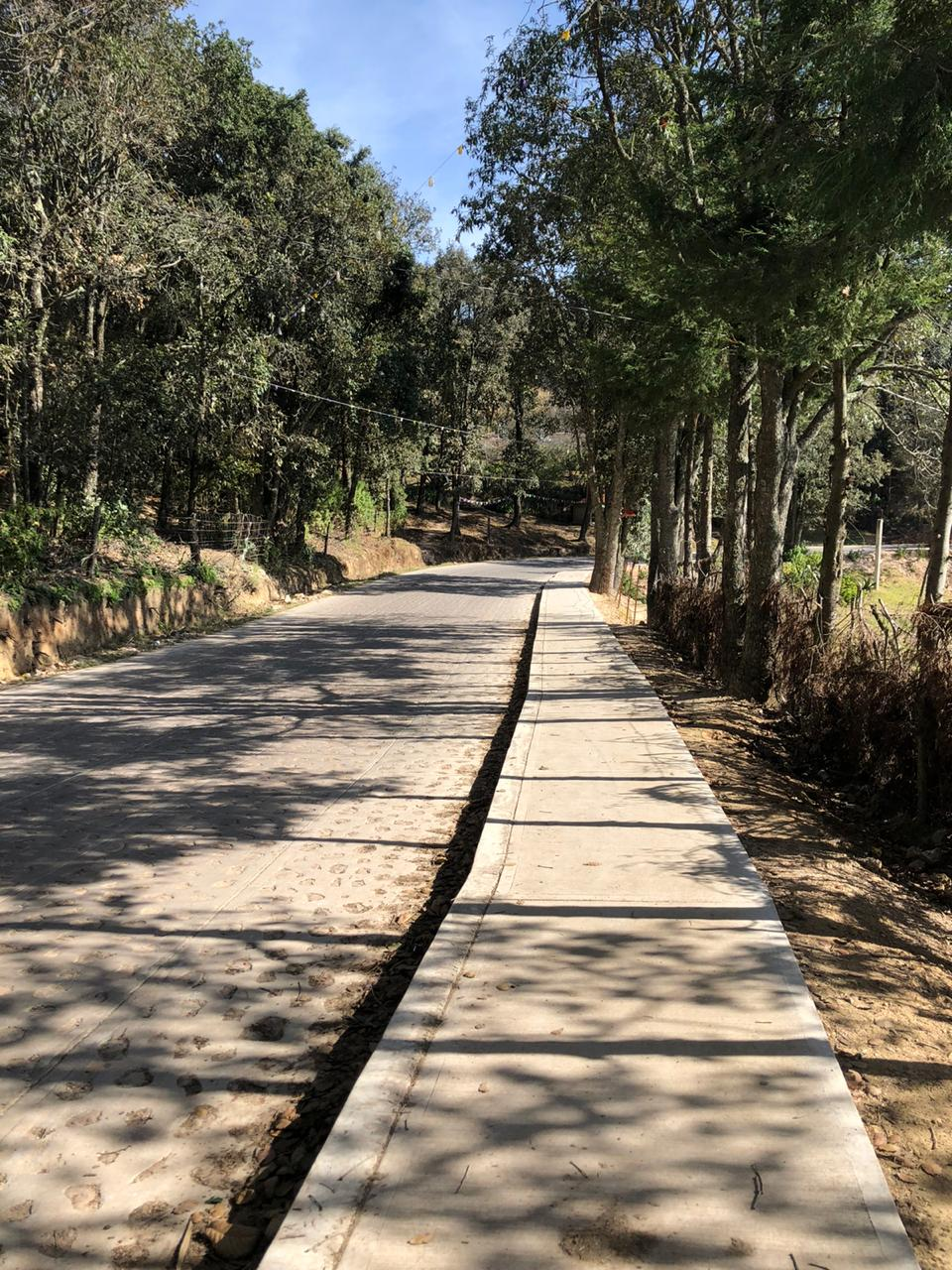
Camino principal que atraviesa la comunidad de Laguna de Servín

### Historia

#### Origen del nombre
Esta comunidad es conocida como "Laguna" ya que hace mucho tiempo frente al bordo actual existía una laguna; un espacio extenso en donde se acumulaba el agua, pero con el paso de los años nivelaron el campo y el agua dejó de juntarse lo cual propició la desaparición de dicha "laguna".
Es llamada "de Servín" por el nombre del primer habitante conocido aquí, se cuenta que anteriormente las mujeres iban a lavar la ropa a la laguna y decían: "Vamos a la laguna de Servín a lavar".

### Población
Según el censo poblacional realizado por el INEGI en 2010, la población de la comunidad de Laguna de Servín hasta ese año es de 786 habitantes.

### Estructura social
Es una comunidad pequeña que no es marginada, ya que la mayor parte de los hombres dejan la comunidad siendo muy jóvenes dirigiéndose al norte para mejorar sus ingresos, por lo que en la comunidsd residen principalmente mujeres y niños. Este sector de la comunidad permanece gran parte del año y es hasta diciembre cuando la mayoría de los hombres regresan a sus hogares en Laguna de Servín.

### Estructura económica

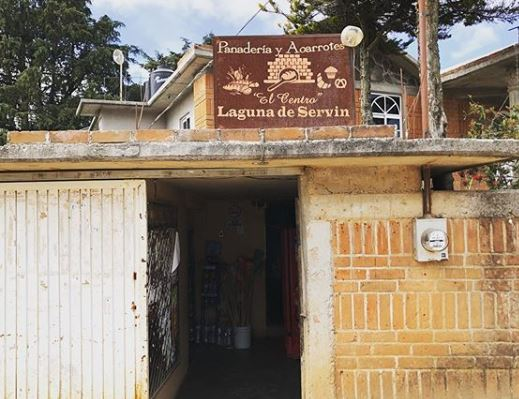
Panadería y Abarrotes "El Centro" en Laguna de Servín

Laguna de Servín cuenta con escasos comercios, resultado una baja actividad económica en el centro de la comunidad, la panadería, la ferretería y el local de tortas son los negocios en los que fluctúa la mayor cantidad de dinero. Además, alrededor de la comunidad se encuentran una serie de misceláneas en los que se encuentran abarrotes básicos.
Al norte de la comunidad, existe otro sector económico que atrae capital a la comunidad, consiste en la renta de cabañas ecoturistícas visitadas frecuentemente por turistas.
Laguna de Servín tiene un ingreso basado en el dólar estadounidense proporcionado principalmente por los hombres ya que existe un alto número de emigrantes que viajan a Estados Unidos en busca de una mejor calidad de vida; esto provoca una ausencia de negocios que permite expandir la economía.

### Religión
El catolicismo es la religión principal de Laguna de Servín, por tal motivo la iglesia es el punto más importante de la comunidad. La misa se realiza los domingos a las 08:00 horas.

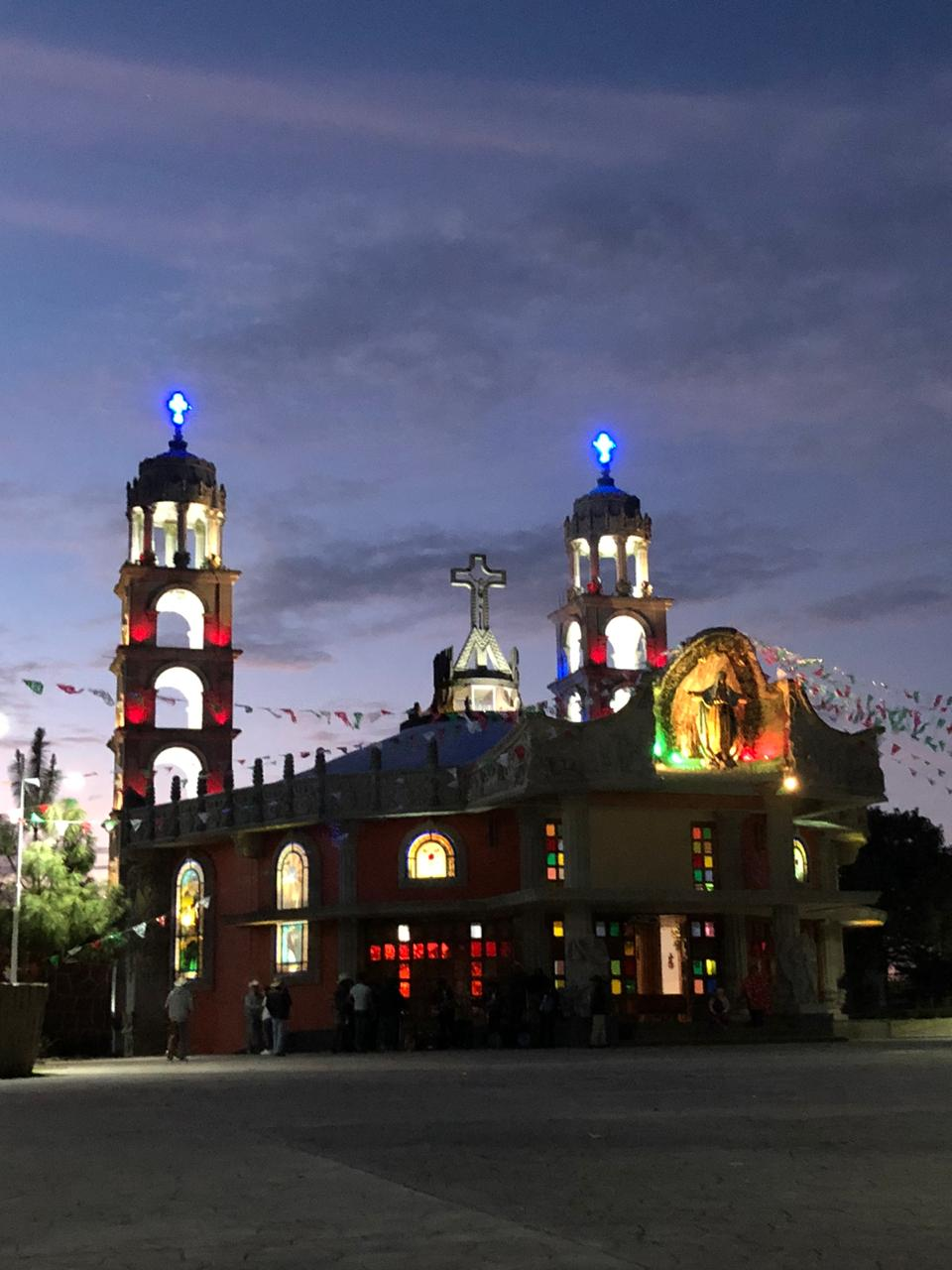
Iglesia de Laguna de Servín en honor a la Virgen de Guadalupe

La Virgen de Guadalupe es la imagen más representativa de Laguna de Servín, muestra de ello es que esta colocada en la entrada de la comunidad, en la fachada principal de la iglesia y se puede apreciar en muchas de las ventanas de los hogares de Laguna de Servín. Al ser la imagen más venerada, la festividad principal de la comunidad es el 12 de diciembre (Día de la Virgen de Guadalupe.)

### Educación
Laguna de Servín cuenta 3 instituciones educativas de control Público y Federal los cuales son:
- Preescolar: Colegio Mundo Infantil
- Primaria: Colegio Narciso Mendoza
- Telesecundaria y Preparatoria: Colegio Manuel Carmona y Valle

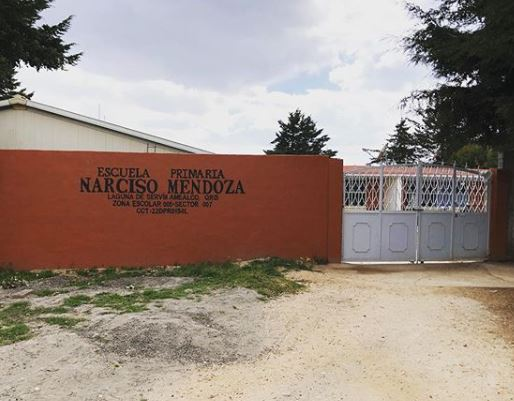
Primaria de la comunidad de Laguna de Servín: Colegio Narciso Mendoza

Actualmente éstas cuentan con pocos profesores para cubrir la demanda estudiantil.
De acuerdo con el INEGI el porcentaje de analfabetismo entre los adultos es de 9.23% y el grado de escolaridad es de 4.95%.
Además, la comunidad cuenta con el Centro Comunitario de Aprendizaje (CCA) en donde las personas pueden aprender sobre informática y computación; este lugar cuenta con computadoras, internet e impresora y funciona también como una pequeña biblioteca.

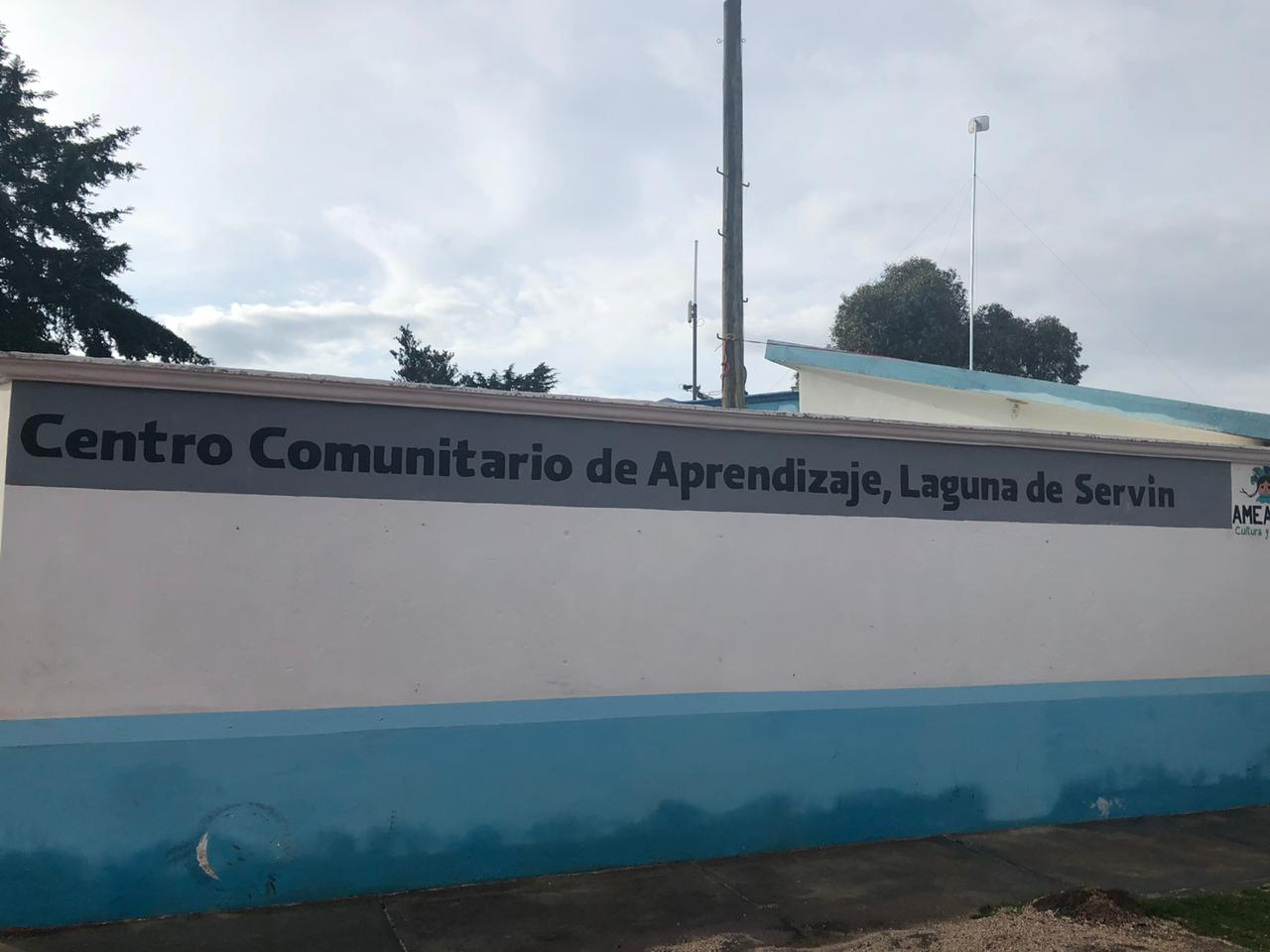
Centro Comunitario de Aprendizaje (CCA) de la comunidad de Laguna de Servín

### Acceso a servicios públicos
Gran parte de las casas de esta comunidad cuenta con servicios de electricidad y agua. Además, los habitantes cuentan con sistemas de calentadores solares. Existe un medio de transporte que conecta la comunidad con Amealco; sin embargo, varios de los habitantes cuentan con vehículos propios como automóviles, cuatrimotos, bicicletas, caballos, etc.
Se cuenta con un sistema de antenas para el acceso a internet y se puede contratar un servicio mensual para obtener señal en sus casas.

### Servicio médico
La comunidad posee una clínica pequeña muy poco equipada y con escasos medicamentos, no cuenta con un doctor de planta. El doctor asignado a Laguna de Servín ofrece consultas una vez por semana.
Si hay alguna urgencia o accidente, las personas suelen ir a la comunidad vecina más cercana que es San Pedro, la cual está ubicada aproximadamente a 20 minutos de Laguna de Servín. Además, pueden acudir a un consultorio partícula ubicado a dos kilómetros de la comunidad en el Estado de Michoacán. Asimismo, la clínica del IMSS más cercana es la número 56 en el municipio de Amealco.